# Editorial Columba
Editorial Columba fue una editorial argentina de historietas. Tuvo gran popularidad en su país desde su fundación en 1928 y hasta poco antes de la crisis de 2001, cuando cerró por completo. Fue una de las más grandes editoriales de su género en Sudamérica y la más importante en su país de origen, sobre todo entre las décadas que van desde los años '50 hasta fines de los '80, y en su apogeo vendía alrededor de un millón de ejemplares mensuales.
Por Columba pasaron (o se formaron) grandes artistas como Héctor Germán Oesterheld, Robin Wood, Jorge Zaffino, Lucho Olivera, Ricardo Ferrari, Cacho Mandrafina, Sergio Mulko y Eduardo Risso, entre otros.

## Estructura
Columba fue una industria polifacética, no solo era editorial, sino que tenía una estructura que contemplaba todos los procesos de producción: edición, provisión de papel, impresión y distribución. De acuerdo a Pablo Muñoz, Director ejecutivo de Deux Graphica: «tenía una estructura que solo Editorial Atlántida y los diarios más importantes tenían durante la década de los noventa, y toda esa estructura y costos, se apoyaban en un solo producto: la historieta «Marca Columba».
El autor de historietas Jorge Claudio Morhain desarrolló en la revista Cine Portátil que Columba dividía (o discriminaba) a sus lectores por estratos sociales: “Columba tenia absolutamente compartimentada a la sociedad. La revista mas baja, para gente en general era Fantasía. El segundo estamento era El Tony. Para los profesionales, la clase media, etc., estaba D’Artagnan”. No se hablaba de niños como estrato separado de los demás.

## Historia
Su nombre se debía a su fundador, Ramón Columba, aunque también a las tres generaciones que se encargaron de la editorial. El primer Ramón, taquígrafo del Congreso de la Nación y eximio dibujante, junto a su hermano Claudio fundó Editorial Columba. Sin embargo, suele considerarse que sus hijos son los verdaderos artífices del éxito de la empresa, y que cuando éstos asumieron el mando Columba se convirtió en la verdaderamente renombrada y completa editorial de historietas. Estos hombres se llamaban también Ramón y Claudio, respectivamente, pero eran primos. Y luego llegó una nueva generación de primos segundos llamados también Ramón y Claudio.
A mediados de los años cuarenta, Columba aumentó su oferta con Intervalo (1945). En los años cincuenta lanzó Fantasía (1950) y, ya con episodios autonconclusivos, D'artagnan (1957). Robin Wood se convierte en su guionista más recurrente. Durante la década del '70 y la del '80, para competir con las nuevas publicaciones de Ediciones Récord, lanzó Nippur Magnum (1979) y Nippur Magnum Todo Color (1981).
A mediados del año 2000 Columba enfrentó su peor crisis económica, paralela a la del país, y canceló todos los títulos que publicaba desde hacía décadas. Intentando adaptarse a las nuevas tendencias, lanzó una serie de comic-books con algunos de sus personajes más conocidos, presentando sus primeras historias y agregando portadas nuevas de autores reconocidos. Sin embargo, las escasas ventas obligan a la editorial a levantar las publicaciones y en mayo de ese año salen los últimos números. En 2001, poco antes del estallido popular ante la crisis argentina, cerró definitivamente Columba, la editorial que por más tiempo publicó historietas en la Argentina.

## Publicaciones
| Título        | Año       | Números | Formato |
| ------------- | --------- | ------- | ------- |
| El Tony       | 1928-     |         |         |
| Intervalo     | 1945-     |         |         |
| Fantasía      | 1950-     |         |         |
| D'artagnan    | 1957-2000 |         |         |
| Nippur Magnum | 1979-2000 |         |         |

## Legado
Columba es muy recordada a nivel popular por sus personajes (Nippur de Lagash, Dago o Gilgamesh el inmortal, entre muchos otros) y la calidad de sus historias, tanto por una parte de la población como por artistas reconocidos como Andrés Calamaro, quien realizó una canción-homenaje llamada Revistas.
En la miniserie argentina Germán, últimas viñetas se retrata el paso del famoso escritor y guionista de historietas Héctor Germán Oesterheld por una editorial sin nombre, pero que es una clara referencia a Columba: el argumento narra la etapa final que Oesterheld dedicó a su labor como escritor/guionista y militante político, específicamente los años que transcurren entre 1971 hasta su desaparición forzada en 1976. Por entonces Oesterheld se ganaba la vida trabajando para editoriales como Columba y Récord (básicamente fusionadas en una sola editorial muy popular dentro del universo de la serie), las cuales tenían una línea editorial opuesta a su manera de pensar el mundo y la Argentina, pero que le permitieron sobrevivir económicamente.